# 辽宁省人民政府
辽宁省人民政府，简称辽宁省政府，是中华人民共和国辽宁省的省级地方行政机关。

## 沿革
1954年6月，根据中央人民政府委员会第三十二次会议决定，由原辽东省人民政府、辽西省人民政府以及旅大人民行政公署合并组建而成。1955年，改组为辽宁省人民委员会。1968年，成立辽宁省革命委员会。1980年1月，辽宁省革命委员会撤销，复设辽宁省人民政府。

## 职权
根据《中华人民共和国地方各级人民代表大会和地方各级人民政府组织法》第七十三条，县级以上的地方各级人民政府行使下列职权：
1. 执行本级人民代表大会及其常务委员会的决议，以及上级国家行政机关的决定和命令，规定行政措施，发布决定和命令；
2. 领导所属各工作部门和下级人民政府的工作；
3. 改变或者撤销所属各工作部门的不适当的命令、指示和下级人民政府的不适当的决定、命令；
4. 依照法律的规定任免、培训、考核和奖惩国家行政机关工作人员；
5. 编制和执行国民经济和社会发展规划纲要、计划和预算，管理本行政区域内的经济、教育、科学、文化、卫生、体育、城乡建设等事业和生态环境保护、自然资源、财政、民政、社会保障、公安、民族事务、司法行政、人口与计划生育等行政工作；
6. 保护社会主义的全民所有的财产和劳动群众集体所有的财产，保护公民私人所有的合法财产，维护社会秩序，保障公民的人身权利、民主权利和其他权利；
7. 履行国有资产管理职责；
8. 保护各种经济组织的合法权益；
9. 铸牢中华民族共同体意识，促进各民族广泛交往交流交融，保障少数民族的合法权利和利益，保障少数民族保持或者改革自己的风俗习惯的自由，帮助本行政区域内的民族自治地方依照宪法和法律实行区域自治，帮助各少数民族发展政治、经济和文化的建设事业；
10. 保障宪法和法律赋予妇女的男女平等、同工同酬和婚姻自由等各项权利；
11. 办理上级国家行政机关交办的其他事项。

## 历任领导

### 省长
省人民政府主席
- 杜者蘅（1954年8月－1955年2月）

省人民委员会省长
- 杜者蘅（1955年2月－1958年12月）
- 黄欧东（1958年12月－1968年5月）

省革命委员会主任
- 陈锡联（1968年5月－1973年12月）
- 曾绍山（1975年9月－1978年9月）
- 任仲夷（1978年9月－1980年1月）

省人民政府省长
- 陈璞如（1980年1月－1982年4月）
- 全树仁（1982年4月－1986年7月）
- 李长春（1986年7月－1990年7月）
- 岳歧峰（1990年7月－1994年5月）
- 闻世震（1994年5月－1998年1月）
- 张国光（1998年1月－2001年1月）
- 薄熙来（2001年1月－2004年2月）
- 张文岳（2004年2月－2007年12月）
- 陈政高（2007年12月－2014年4月）
- 李希（2014年4月－2015年5月）
- 陈求发（2015年5月－2017年10月）
- 唐一军（2017年10月－2020年5月）
- 刘宁（2020年7月－2021年10月）
- 李乐成（2021年10月－2025年3月）
- 王新伟（2025年3月－）

### 常务副省长
……
- 许卫国（2003年1月至2013年1月）
- 周忠轩（2013年1月30日 - 2016年1月）
- 张雷（2017年3月 - 2018年11月）
- 陈向群（2019年2月 - 2021年12月）
- 王健（2021年12月至今）

### 副省长
……
- 张立林（2019年7月至今）
- 陈绿平（2018年1月－2023年1月）
- 姜有为（2021年1月-2023年9月）
- 王明玉（2018年1月－2023年1月）
- 卢柯（2018年10月－2023年1月）
- 高涛（2021年3月－2025年3月）
- 郑艺（2022年5月至今）
- 霍步刚（2023年1月－2024年3月）
- 靳国卫（2023年1月至今）
- 郭彩云（2023年1月－2025年5月）
- 王利波（2023年11月至今）
- 李强（2024年3月至今）
- 单义（2024年11月至今）
- 楚天运（2025年7月至今）
- 吴春耕（2025年7月至今）

### 秘书长
……
- 李金科（2017年3月 - 2018年12月）
- 徐岩（2019年1月－2023年1月）
- 冯守权（2023年1月至今）

## 机构设置
根据中共中央办公厅、国务院办公厅《关于印发〈辽宁省机构改革方案〉的通知》（厅字〔2018〕97号），辽宁省人民政府设置工作部门42个，其中省政府办公厅和组成部门24个，直属特设机构1个，直属机构11个，部门管理机构6个。
辽宁省人民政府设置下列机构：
- 辽宁省人民政府办公厅

### 组成部门
- 辽宁省发展和改革委员会
- 辽宁省教育厅
- 辽宁省科学技术厅
- 辽宁省工业和信息化厅
- 辽宁省民族和宗教事务委员会
- 辽宁省公安厅
- 辽宁省民政厅
- 辽宁省司法厅
- 辽宁省财政厅
- 辽宁省人力资源和社会保障厅
- 辽宁省自然资源厅
- 辽宁省生态环境厅
- 辽宁省住房和城乡建设厅
- 辽宁省交通运输厅
- 辽宁省水利厅
- 辽宁省农业农村厅
- 辽宁省商务厅
- 辽宁省文化和旅游厅
- 辽宁省卫生健康委员会
- 辽宁省退役军人事务厅
- 辽宁省应急管理厅
- 辽宁省审计厅
- 辽宁省人民政府外事办公室

（发展和改革委员会挂能源局牌子；科学技术厅挂外国专家局牌子；工业和信息化厅挂国防科技工业办公室牌子；文化和旅游厅挂文物局牌子；卫生健康委员会挂中医药局牌子；外事办公室挂港澳事务办公室牌子。）

### 直属特设机构
- 辽宁省人民政府国有资产监督管理委员会

### 直属机构
- 辽宁省市场监督管理局
- 辽宁省广播电视局
- 辽宁省体育局
- 辽宁省统计局
- 辽宁省人民政府研究室
- 辽宁省国防动员办公室
- 辽宁省营商环境建设局
- 辽宁省医疗保障局
- 辽宁省乡村振兴局
- 辽宁省机关事务管理局

（研究室挂参事室、文史研究馆牌子；国防动员办公室挂人民防空办公室牌子；营商环境建设局挂政务服务管理办公室牌子。）

### 部门管理机构
- 辽宁省粮食和物资储备局，由省发展和改革委员会管理。
- 辽宁省监狱管理局，由省司法厅管理。
- 辽宁省林业和草原局，由省自然资源厅管理。
- 辽宁省地方煤矿安全监管局，由省应急管理厅管理。
- 辽宁省药品监督管理局，由省市场监督管理局管理。
- 辽宁省知识产权局，由省市场监督管理局管理。

### 直属事业单位
- 辽宁省农林科学院
- 辽宁省信息中心
- 辽宁省检验检测认证中心
- 辽宁省公共资源交易中心
- 辽宁社会科学院
- 辽宁省供销合作社联合社
- 辽宁省先进装备制造业基地建设工程中心
- 辽宁省重大技术装备战略基地建设工程中心
- 辽宁省国家新型原材料基地建设工程中心
- 辽宁省现代农业生产基地建设工程中心
- 辽宁省重要技术创新与研发基地建设工程中心

（省公共资源交易中心挂省政府采购中心牌子。）